# 1548
Cette page concerne l'année 1548  du calendrier julien.
L'année 1548 est une année bissextile qui commence un dimanche.

## Événements

### Amérique
- 13 février : création de l'audiencia de Guadalajara[1].

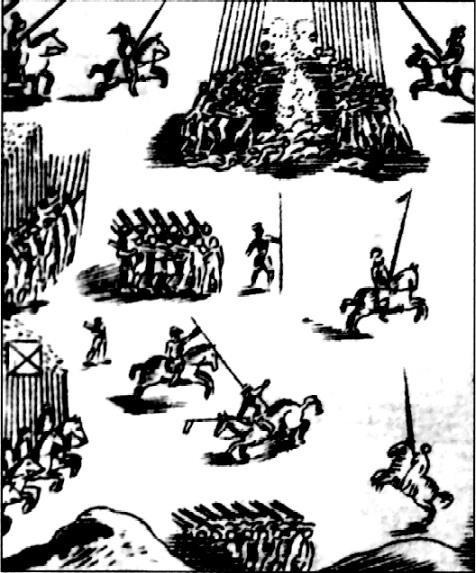
9 avril : bataille de Jaquijahuana

- 9 avril : le vice-roi du Pérou Pedro de la Gasca (1548-1552) affronte Gonzalo Pizarro à la bataille de Xaquixaguana (en). Pizarro, vaincu, se rend au sergent-major Villavicencio qui le conduit à La Gasca. Francisco de Carvajal et les principaux lieutenants de Pizarro sont capturés. Gonzalo Pizarro est décapité à Cuzco, Carjaval est écartelé, neuf de leurs partisans sont exécutés[2].
- 20 octobre : la Gasca ayant ramené la paix, Alonso de Mendoza fonde la ville au nom symbolique de La Paz[3].
- 17 décembre, Brésil : le roi Jean III de Portugal (João III) dit le Pieux, décide d'un programme de colonisation du nouveau territoire. Il crée un gouvernement général du Brésil, basé à Bahia, qui prend en charge les pouvoirs conférés précédemment aux grands seigneurs donataires, afin de maintenir la cohésion des colonies éparpillées le long des côtes[4].

- Déportation de marranes judaïsants pénitents portugais au Brésil[5].
- Révolte des noirs à Saint-Domingue[6].

### Asie
- 14 février, Japon : Shingen Takeda est battu par Murakami Yoshikiyo à la bataille de Uedahara[7].
- 26 février : prise d'Aden aux Portugais par les Ottomans de Piri Reis[8].
- 29 mars : Soliman le Magnifique lance une seconde campagne contre le chah séfévide de Perse Tahmasp Ier[9].
- 19 juin-15 octobre : échec du siège d'Ayutthaya. Bayinnaung, roi de Birmanie, envahit le Siam. son armée est battue sous les murs d'Ayutthaya et il doit se retirer[10].
- 27 juillet : prise de Tabriz par les Ottomans[11]. Transfert de la capitale safavide de Tabriz à Qazvin[9].
- Août, Japon : victoire de Shingen Takeda sur le clan Ogasawara à la bataille de Shiojiritoge[7].

### Europe

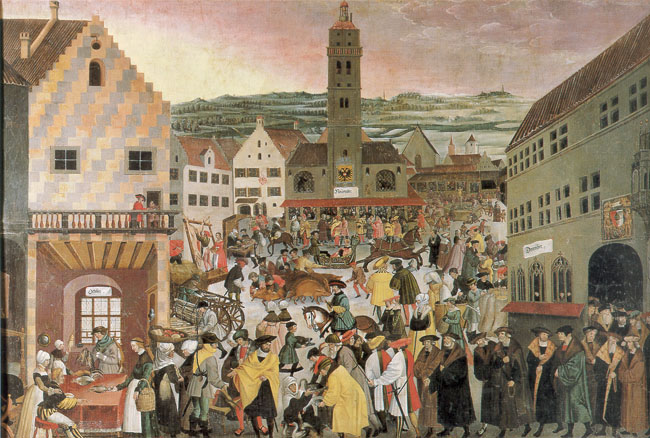
15 mai : intérim d'Augsbourg. La ville en 1550

- 5 janvier : décret (Bando) de Cosme de Médicis invitant les nouveaux chrétiens à s'établir en Toscane. Ils s'établissent notamment à Livourne et à Pise[12].

- 20 janvier : Ferdinand d'Autriche crée la cour d’appel royale de Prague. Elle prive Prague et Litomerice de leurs tribunaux d’appel[13].

- 24 février, Augsbourg : Maurice de Saxe, cadet qui a soutenu Charles Quint, s’empare de l’héritage de la branche aîné, alors que son cousin Frédéric, prisonnier de l’empereur, perd ses droits et ses biens (fin en 1553)[14].
- Février-mars : échec d’une expédition russe contre le khanat de Kazan[15]. Guerres des Russes contre les Tatars (fin en 1556).

- 1er avril : mort de Sigismond de Pologne[14]. Début du règne du roi Sigismond Auguste (Sigismond II Auguste Jagellon), roi de Pologne et grand-prince de Lituanie (fin en 1572). C'est le dernier des Jagellon.
- 24 avril : ouverture à Messine du premier collège de la Compagnie de Jésus[16].

- 15 mai : Charles Quint promulgue l’intérim d'Augsbourg dans l’attente de la Contre-Réforme ; le catholicisme est rétabli sur tout le territoire allemand, mais Charles concède aux luthérien la communion sous les deux espèces, le mariage des prêtres et la jouissance des biens de l'Église confisquées[14].

- 22 juin[17] : Cosme de Médicis occupe Piombino (1548-1557), seigneurie indépendante dont le port est considéré comme capable de rompre la navigation entre l’Espagne et l’Italie. Il fait fortifier Portoferraio (Cosmopolis), dans l’île d’Elbe, contre les pirates barbaresques et fait de Livourne un port franc.
- 26 juin : création du cercle de Bourgogne et des Dix-Sept Provinces (Pays-Bas), entité administrative autonome, à la diète d'Empire d'Augsbourg[18].
- 30 juin : recès de clôture de la diète d'Empire à Augsbourg[19].

- 7 juillet : traité de mariage entre la France et l'Écosse[20]. Le projet de mariage de Marie Stuart avec Édouard VI d'Angleterre provoque la réaction de la France. Marie (6 ans) est invitée à la cour de France pour y épouser le dauphin François, fils d’Henri II.
- 31 juillet : le pape approuve la première publication (en latin) des Exercices spirituels d'Ignace de Loyola[21].

- 7 août : Marie Stuart se rend en France[22].

- 13 septembre, Espagne : Marie, fille de Charles Quint épouse de Maximilien, fils de Ferdinand (fin en 1551)[14]. Elle exerce la régence en Espagne.

- 25 novembre : arrivée de Philippe de Habsbourg à Savone. Appelé par son père Charles Quint en Italie, il reçoit l’investiture du duché de Milan[23].
- Novembre : mesures pour restreindre « l’enclosure » en Angleterre, développement de pâturages clos aux dépens des biens communaux. Le droit d’enclore est subordonné à un vote de Parlement[24].

- L’anabaptisme est condamné par la diète en Hongrie[25].
- Les Frères de la loi du Christ, dits Frères bohêmes, héritiers de l’utraquisme tchèque, s’établissent en Grande-Pologne[26]. Ils obtiennent peu de succès parmi la szlachta (noblesse) à cause de leur radicalisme social qui leur fait dénoncer l’organisation des ordres, les droits seigneuriaux, l’existence du servage. Ils forment une petite minorité fort active.

- Mikael Agricola traduit le Nouveau Testament en finnois[27].

- Lublin obtient un privilège pour mettre à l’épreuve diverses « res aromaticae » apportées de Grèce et de Turquie. Les foires de la ville prospèrent[28].
- L'oranger est introduit au Portugal en provenance de Chine[29].

## Naissances en 1548
- 1er janvier : Giulio Polerio, joueur d'échecs italien († 1612).
- 5 janvier : Francisco Suárez, philosophe et théologien jésuite espagnol († 25 septembre 1617).
- 6 janvier : François Panigarole, ecclésiastique italien († 31 mai 1594).
- ? janvier : Giordano Bruno, dominicain et philosophe italien († 17 février 1600).
- 17 mars : Honda Tadakatsu, général japonais, puis daimyo, de la fin de la période Sengoku et du début de l'époque d'Edo, au service de Tokugawa Ieyasu († 3 décembre 1610).
- 18 mars : Cornelis Ketel, peintre maniériste néerlandais († 8 août 1616).
- 15 avril : Pietro Cataldi, mathématicien italien († 11 février 1626).
- 21 avril : Théodore Marcile, humaniste français d'origine néerlandaise († 8 avril 1617).
- 10 mai : Antonio Priuli, 94e doge de Venise († 12 août 1623).
- ? mai : Carel van Mander, peintre et écrivain flamand († 11 septembre 1606).
- 15 juillet : Georges III d'Erbach, comte d'Erbach à Lauterbach et Breuberg († 26 février 1605).
- 17 août : François Le Proust du Ronday, avocat au Parlement de Paris († 16 juin 1615).
- 26 août : Bernardino Poccetti, peintre italien de l'école florentine († 10 octobre 1612).
- ? août : Artus de Prunières, sieur de Saint-André-en-Beauchêne († ?).
- 2 septembre : Vincenzo Scamozzi, architecte et scénographe italien († 7 août 1616).
- 7 septembre : Filippo Boncompagni, cardinal italien († 9 juin 1586).
- 29 septembre :
  - Agostino Giusti, diplomate et mécène italien au service de la république de Venise et des Médicis († mars 1615).
  - Guillaume V de Bavière, duc de Bavière († 7 février 1626).
- 4 octobre : Matsumae Yoshihiro, samouraï de la fin de période Sengoku au début de l'époque d'Edo, daimyo du domaine d'Ezochi dans Hokkaidō († 20 novembre 1616).
- ? novembre : André Guijon, homme d'église, orateur et poète français († septembre 1631).
- 25 décembre : Pieter Bockenberg, historiographe néerlandais († 17 janvier 1617).
- 30 décembre : David Pareus, théologien protestant allemand († 15 juin 1622).

- Date précise inconnue :
  - Akizuki Tanezane, samouraï défait par le clan Ōtomo, il rejoint plus tard clan Shimazu († 16 novembre 1596).
  - Abul Qasim ibn Mohammed al-Ghassani, médecin à la cour des Saadiens († 1610).
  - Peter Candid, peintre maniériste flamand († 1628).
  - Jacques de Cahaignes, médecin et professeur français († 1612).
  - Catherine de Clèves, princesse de la cour de France († 11 mai 1633).
  - Mariangiola Criscuolo, peintre maniériste italienne († 1630).
  - Balthasar von Dernbach, moine bénédictin, prince-abbé du monastère de Fulda († 15 mars 1603).
  - François IV du Plessis de Richelieu, capitaine français et grand officier de la couronne († 10 juin 1590).
  - Pierre de Francqueville, sculpteur français († 23 août 1615 ou 25 août 1615).
  - Juan Hurtado de Mendoza, cardinal espagnol († 6 janvier 1592).
  - Ichijō Uchimoto, noble de cour japonais (kugyō) de l'époque Azuchi Momoyama († 9 août 1611).
  - Bernard Maciejowski, cardinal polonais († 11 août 1610).
  - Marie de Saint-Joseph, religieuse carmélite déchaussée espagnole († 19 octobre 1603).
  - Ma Shouzhen, peintre chinoise († 1604).
  - Matsudaira Iemoto, samouraï de la fin de l'époque Sengoku et du tout début de l'époque d'Edo († 19 septembre 1603).
  - Oda Nobukane, samouraï à l'époque Sengoku du XVIe siècle de l'histoire du Japon († 22 août 1614).
  - Alphonse d'Ornano, maréchal de France († 21 janvier 1610).
  - Giovanni Evangelista Pallotta, cardinal italien († 22 août 1620).
  - Charles de Quellenec, noble protestant français († 24 août 1572).
  - René de Rieux, militaire français († 4 décembre 1628).
  - Saitō Tatsuoki, daimyo de la province de Mino durant l'époque Sengoku et seigneur de la troisième génération du clan Saito († 14 août 1573).
  - Sakakibara Yasumasa, daimyo japonais du shogun Tokugawa Ieyasu pendant l'époque Sengoku de l'histoire du Japon († 19 juin 1606).
  - Sōma Yoshitane, daimyo du sud de la province de Mutsu et chef à la 16e génération du clan Sōma († 25 décembre 1635).
  - Simon Stevin, ingénieur, physicien, mécanicien et mathématicien des Pays-Bas espagnols puis des Provinces-Unies († 1620).
  - Takahashi Shigetane, obligé du clan Ōtomo à la fin de l'époque Sengoku du Japon féodal († 10 septembre 1586).
  - Francis Tregian, gentleman catholique anglais qui se distingua par sa résistance à la reine Élisabeth Ire († 25 septembre 1608).
  - Tsukushi Hirokado, deuxième fils de Tsukushi Korekado et seigneur de guerre de Chikuzen († 22 mai 1615).
  - Sebastián Vizcaíno, explorateur espagnol et ambassadeur au Japon († 1615).
  - William Whitaker, théologien protestant anglais († 4 décembre 1595).

- Vers 1548 :
  - Ippolito Andreasi, peintre maniériste italien († 5 juin 1608).
  - Jean Boucher, théologien français († 1646).
  - Joan Perez de Lazarraga, écrivain basque († 11 avril 1605).
  - Tomás Luis de Victoria, prêtre catholique, compositeur, maître de chapelle et organiste espagnol († 27 août 1611).
  - Matthieu Merle, capitaine huguenot pendant les Guerres de religion († après 1587).
  - Jean Rabel, peintre, graveur et éditeur d’estampes français († 4 mars 1603).
  - Pierre Saulnier, évêque français († 24 décembre 1612).

- 1520 ou 1548 :
  - Jacques Yver, écrivain français († 1571 ou 1572).

- 1548 ou 1550 :
  - Jean de La Ceppède, poète français († 21 juillet 1623).

## Décès en 1548
- 12 février : Hermann Bonnus, théologien protestant du Saint-Empire romain germanique (° 1504).
- 26 février : Lorenzino de Médicis, homme politique, écrivain et dramaturge appartenant à la famille florentine des Médicis (° 23 mars 1514).

- 23 mars : Nobutaka Itagaki, l'un des célèbres 24 samouraïs de Shingen Takeda (° 1489).
- 23 mars : Torayasu Amari, l'un des célèbres 24 samouraïs de Shingen Takeda (° 1498).

- 1er avril : Zygmunt Stary, roi de Pologne et Grand-Duc de Lituanie (° 1er janvier 1467)[14] (° 1er janvier 1467).
- 10 avril : Gonzalo Pizarro, conquistador espagnol (° 1502).

- 12 mai : Andrea di Cosimo, peintre italien (° 1478).

- 6 juin : João de Castro, vice-roi des Indes portugaises (° 7 février 1500).

- 4 juillet : Philippe du Palatinat-Neubourg, membre de la Maison de Wittelsbach, comte palatin du Rhin et duc de Palatinat-Neubourg (° 12 novembre 1503).
- 29 juillet : Gabriel de Saluces, dernier marquis de Saluces (° 26 septembre 1501).

- 2 août : Henri II de Münsterberg-Œls, duc de Münsterberg et  Oels (° 29 mars 1507).

- 4 septembre : Jean VI d'Oldenbourg, prince de la maison d'Oldenbourg (° 1501).
- 5 septembre : Catherine Parr, sixième et dernière épouse de son troisième mari, Henri VIII (° 1512).
- 29 septembre : Walther Hermann Ryff, chirurgien (° 1500).

- 25 octobre : François d'Orléans-Longueville, troisième fils de Jeanne de Hochberg et Louis d'Orléans (° 2 mars 1513).

- 10 novembre : Giovanni Battista Averara, peintre italien (° 1508).
- 16 novembre : Caspar Cruciger l'Ancien, théologien et réformateur allemand (° 1er janvier 1504).

- 24 décembre : Maximilien d'Egmont, seigneur d'IJsselstein et Sint Maartensdijk, chevalier de la Toison d’Or, Stathouder de Frise et général impérial (° 1509).

- Date précise inconnue :
  - Vincenzo Capirola, compositeur et luthiste italien (° 1474).
  - Battista Dossi, peintre italien (° vers 1490).
  - Laurent II Pucci, ecclésiastique italien, évêque de Vannes (° 1523).